# Liste der Baudenkmale in Bad Harzburg
In der Liste der Baudenkmale in Bad Harzburg sind alle Baudenkmale der niedersächsischen Stadt Bad Harzburg aufgelistet. Die Quelle der Baudenkmale ist der Denkmalatlas Niedersachsen. Der Stand der Liste ist der 20. September 2022.

## Allgemein
In den Spalten befinden sich folgende Informationen:
- Lage: die Adresse des Baudenkmales und die geographischen Koordinaten. Kartenansicht, um Koordinaten zu setzen. In der Kartenansicht sind Baudenkmale ohne Koordinaten mit einem roten Marker dargestellt und können in der Karte gesetzt werden. Baudenkmale ohne Bild sind mit einem blauen Marker gekennzeichnet, Baudenkmale mit Bild mit einem grünen Marker.
- Bezeichnung: Bezeichnung des Baudenkmales
- Beschreibung: die Beschreibung des Baudenkmales. Unter § 3 Abs. 2 NDSchG werden Einzeldenkmale und unter § 3 Abs. 3 NDSchG Gruppen baulicher Anlagen und deren Bestandteile ausgewiesen.
- ID: die Objekt-ID des Baudenkmales
- Bild: ein Bild des Baudenkmales, ggf. zusätzlich mit einem Link zu weiteren Fotos des Baudenkmals im Medienarchiv Wikimedia Commons. Wenn man auf das Kamerasymbol klickt, können Fotos zu Baudenkmalen aus dieser Liste hochgeladen werden:

Friedhof Bad Harzburg

## A
| Lage                                                       | Bezeichnung               | Beschreibung | ID       | Bild           |
| ---------------------------------------------------------- | ------------------------- | --- | -------- | -------------- |
| Am alten Salzwerk 1 51° 52′ 33″ N, 10° 33′ 41″ O           | Wohn-/ Geschäftshaus      | | 37698205 |                |
| Am alten Salzwerk 2 51° 52′ 33″ N, 10° 33′ 42″ O           | Wohn-/ Geschäftshaus      | | 37698227 |                |
| Am Bahnhofsplatz 51° 53′ 14″ N, 10° 33′ 19″ O              | Kriegerdenkmal            | Löwenstatue Kriegerdenkmal | 37702956 |                |
| Am Kurpark 3 51° 52′ 25″ N, 10° 33′ 30″ O                  | Villa                     | | 37698249 |                |
| Am Kurpark 4 51° 52′ 26″ N, 10° 33′ 29″ O                  | Villa                     | | 37698271 | Weitere Bilder |
| Am Markt 6 (Göttingerode) 51° 53′ 47″ N, 10° 30′ 57″ O     | Schule                    | | 37694471 | Weitere Bilder |
| Am Markt (Göttingerode) 51° 53′ 47″ N, 10° 30′ 59″ O       | Platzanlage               | | 37694449 |                |
| Am Schloßpark (Bündheim) 51° 53′ 20″ N, 10° 32′ 35″ O      | Gestüt Bündheim (Geb. 22) | | 37693328 |                |
| Am Schloßpark 17 (Bündheim) 51° 53′ 22″ N, 10° 32′ 44″ O   | Gestüt Bündheim (Stall)   | | 37693445 |                |
| Am Schloßpark 17 (Bündheim) 51° 53′ 22″ N, 10° 32′ 41″ O   | Gestüt Bündheim (Geb. 1)  | | 37693376 |                |
| Am Schloßpark 17 (Bündheim) 51° 53′ 23″ N, 10° 32′ 43″ O   | Gestüt Bündheim (Geb. 2)  | | 37693399 |                |
| Am Schloßpark 17 (Bündheim) 51° 53′ 23″ N, 10° 32′ 45″ O   | Gestüt Bündheim (Geb. 3)  | | 37693422 |                |
| Am Schloßpark (Bündheim) 51° 53′ 17″ N, 10° 32′ 33″ O      | Gestüt Bündheim (Geb. 23) | | 37693352 |                |
| Am Schloßpark (Bündheim) 51° 53′ 17″ N, 10° 32′ 33″ O      | Gestüt Bündheim (Geb. 23) | | 37692380 |                |
| Am Schwimmbad 1 51° 52′ 14″ N, 10° 33′ 33″ O               | Forsthaus                 | ehem. Forsthaus | 37702977 | Weitere Bilder |
| Am Silberborn 12 (Schlewecke) 51° 52′ 58″ N, 10° 31′ 55″ O | Villa                     | | 37693468 | Weitere Bilder |
| Am Silberborn 12 (Schlewecke) 51° 52′ 58″ N, 10° 31′ 55″ O | Nebengebäude              | | 37693490 | Weitere Bilder |
| Am Stadtpark 1 51° 52′ 45″ N, 10° 33′ 26″ O                | Wohnhaus                  | | 37698315 |                |
| Am Stadtpark 42 51° 52′ 31″ N, 10° 33′ 33″ O               | Wohnhaus                  | ehem. Villa Anna, Pensionat Kornemann (Anfang 1900) | 37698337 | Weitere Bilder |
| Am Stadtpark 44 51° 52′ 30″ N, 10° 33′ 33″ O               | Villa                     | | 37698359 | Weitere Bilder |
| Am Stadtpark 46 51° 52′ 30″ N, 10° 33′ 33″ O               | Villa                     | | 37698384 | Weitere Bilder |
| Amsbergstraße 8 51° 52′ 40″ N, 10° 33′ 21″ O               | Villa                     | | 37698450 | Weitere Bilder |
| Amsbergstraße 8 51° 52′ 40″ N, 10° 33′ 20″ O               | Remise                    | | 37698473 |                |
| Amsbergstraße 8 51° 52′ 41″ N, 10° 33′ 21″ O               | Einfriedung               | | 37697620 |                |
| Amsbergstraße 12d 51° 52′ 35″ N, 10° 33′ 20″ O             | Villa                     | ehem. Hotel „Vier Jahreszeiten“ | 37698495 | Weitere Bilder |
| Amsbergstraße 12e 51° 52′ 34″ N, 10° 33′ 20″ O             | Wohnhaus                  | | 37698517 |                |
| Amsbergstraße 14 51° 52′ 34″ N, 10° 33′ 24″ O              | Wohnhaus                  | Villa Waldtraut | 37698539 | Weitere Bilder |
| Amsbergstraße 16 51° 52′ 33″ N, 10° 33′ 24″ O              | Villa                     | | 37698561 |                |
| Amsbergstraße 16 51° 52′ 33″ N, 10° 33′ 22″ O              | ehem. Kutscherhaus        | | 47120789 |                |
| Amsbergstraße 16 51° 52′ 34″ N, 10° 33′ 26″ O              | Einfriedung               | | 47639614 |                |
| Amsbergstraße 18 51° 52′ 32″ N, 10° 33′ 24″ O              | Villa                     | | 37698583 |                |
| Amsbergstraße 18a 51° 52′ 31″ N, 10° 33′ 25″ O             | Villa                     | Mehr zur Geschichte der Villa Wessel und dem Niedersächsischen Internatsgymnasium Bad Harzburg gibt es unter dem Link: https://www.nig-online.de/villa-wessel.html | 37698606 | Weitere Bilder |
| Amsbergstraße 18a 51° 52′ 32″ N, 10° 33′ 27″ O             | Einfriedung               | | 47636882 |                |
| Amsbergstraße 21 51° 52′ 35″ N, 10° 33′ 27″ O              | Villa                     | Villa Hermannsburg | 37698628 | Weitere Bilder |
| Amsbergstraße 22 51° 52′ 28″ N, 10° 33′ 28″ O              | Villa                     | ehem. Villa Eglantine | 37698650 | Weitere Bilder |
| Amsbergstraße 22a 51° 52′ 27″ N, 10° 33′ 26″ O             | Villa                     | Das Baudenkmal (Villa) existiert schon lange nicht mehr, wird aber weiterhin im Denkmalatlas Niedersachsen aufgeführt.                                             | 37698673 | BW             |
| Amsbergstraße 25 51° 52′ 33″ N, 10° 33′ 27″ O              | Wohnhaus                  | Villa Montana | 37698718 |                |
| Amsbergstraße 27 51° 52′ 32″ N, 10° 33′ 28″ O              | Wohnhaus                  | | 37698740 | Weitere Bilder |
| Amsbergstraße 29 51° 52′ 31″ N, 10° 33′ 29″ O              | Wohnhaus                  | | 37698760 | Weitere Bilder |
| Amsbergstraße 31 51° 52′ 29″ N, 10° 33′ 30″ O              | Wohnhaus                  | ehem. Hotel „Haus in der Sonne“ | 37698780 | Weitere Bilder |
| Amtsgarten 20 (Schlewecke) 51° 53′ 50″ N, 10° 31′ 54″ O    | Wohnhaus                  | ehemaliges Amtsgericht Schlewecke | 37705183 | Weitere Bilder |
| Amtsgarten 23 (Schlewecke) 51° 53′ 49″ N, 10° 31′ 54″ O    | Wohnhaus                  | | 37705204 | Weitere Bilder |
| An den Weiden 15 (Schlewecke) 51° 54′ 5″ N, 10° 32′ 37″ O  | Wohnhaus                  | | 37693512 |                |
| An den Weiden 15 (Schlewecke) 51° 54′ 5″ N, 10° 32′ 35″ O  | Park                      | | 37693534 |                |
| An den Weiden 15 (Schlewecke) 51° 54′ 5″ N, 10° 32′ 36″ O  | Gartenpavillon            | | 37693556 |                |
| An der Kirche (Bündheim) 51° 53′ 16″ N, 10° 32′ 51″ O      | St.-Andreas               | | 37693578 | Weitere Bilder |
| An der Rennbahn 1 (Bündheim) 51° 53′ 28″ N, 10° 32′ 5″ O   | Tribüne                   | | 38677644 | Weitere Bilder |

## B
| Lage                                                         | Bezeichnung                               | Beschreibung   | ID       | Bild           |
| ------------------------------------------------------------ | ----------------------------------------- | -------------- | -------- | -------------- |
| Badestraße 51° 53′ 26″ N, 10° 33′ 6″ O                       | Bahnhof Bad Harzburg (Stellwerk „Hf“)     |                | 37695482 |                |
| Badestraße 51° 53′ 25″ N, 10° 33′ 6″ O                       | Bahnhof Bad Harzburg (Signalbrücke)       |                | 37695453 |                |
| Badestraße (Bündheim) 51° 53′ 29″ N, 10° 33′ 0″ O            | Eisenbahn Harzburg-Wernigerode (Bahndamm) |                | 37692615 |                |
| Badestraße (Bündheim) 51° 53′ 32″ N, 10° 32′ 57″ O           | Eisenbahn Harzburg-Wernigerode (Brücke)   |                | 37695566 |                |
| Badestraße 21 (Bündheim) 51° 53′ 35″ N, 10° 32′ 50″ O        | Wohnhaus                                  |                | 37704727 |                |
| Bismarckstraße 5 51° 53′ 8″ N, 10° 33′ 19″ O                 | Villa                                     |                | 37703071 |                |
| Bismarckstraße 5 51° 53′ 8″ N, 10° 33′ 18″ O                 | Einfriedung                               |                | 37702558 |                |
| Bismarckstraße 34 51° 53′ 1″ N, 10° 33′ 11″ O                | Wohnhaus                                  |                | 37698801 |                |
| Bismarckstraße 34 51° 53′ 3″ N, 10° 33′ 10″ O                | Remise                                    |                | 37698823 | BW             |
| Bismarckstraße 34 51° 53′ 0″ N, 10° 33′ 8″ O                 | Garten                                    |                | 37698845 | BW             |
| Bismarckstraße 40 51° 52′ 58″ N, 10° 33′ 21″ O               | Wohnhaus                                  |                | 37698867 |                |
| Bismarckstraße 42 51° 52′ 58″ N, 10° 33′ 21″ O               | Wohnhaus                                  |                | 37698889 |                |
| Bismarckstraße 44 51° 52′ 57″ N, 10° 33′ 20″ O               | Wohnhaus                                  |                | 37698911 |                |
| Bismarckstraße 50 51° 52′ 55″ N, 10° 33′ 21″ O               | Villa                                     |                | 37703118 |                |
| Bismarckstraße 50 51° 52′ 55″ N, 10° 33′ 22″ O               | Einfriedung                               |                | 37702644 |                |
| Bismarckstraße 65 51° 52′ 49″ N, 10° 33′ 26″ O               | Wohnhaus                                  |                | 37703142 |                |
| Bismarckstraße 65 51° 52′ 49″ N, 10° 33′ 25″ O               | Einfriedung                               |                | 37702667 |                |
| Bismarckstraße 73 51° 52′ 46″ N, 10° 33′ 26″ O               | Wohnhaus                                  |                | 37698933 | Weitere Bilder |
| Bismarckstraße 78 51° 52′ 46″ N, 10° 33′ 23″ O               | Wohnhaus                                  | Haus Lindeneck | 37698955 | Weitere Bilder |
| Breite Straße (Bündheim) 51° 53′ 39″ N, 10° 32′ 47″ O        | Wasserlauf Radau                          |                | 37693602 |                |
| Breite Straße 13 (Bündheim) 51° 53′ 30″ N, 10° 32′ 48″ O     | Wohnhaus                                  |                | 37693625 |                |
| Breite Straße 15 (Bündheim) 51° 53′ 30″ N, 10° 32′ 48″ O     | Wohnhaus                                  |                | 37693647 |                |
| Breite Straße 17 (Bündheim) 51° 53′ 31″ N, 10° 32′ 48″ O     | Wohnhaus                                  |                | 37693669 |                |
| Breite Straße 30 (Bündheim) 51° 53′ 41″ N, 10° 32′ 48″ O     | Schule                                    |                | 37693736 |                |
| Breite Straße 30 (Bündheim) 51° 53′ 40″ N, 10° 32′ 48″ O     | Kirche                                    |                | 37693691 | Weitere Bilder |
| Breite Straße 30 (Bündheim) 51° 53′ 39″ N, 10° 32′ 48″ O     | Pfarrhaus                                 |                | 37693714 |                |
| Breite Straße 37 (Bündheim) 51° 53′ 36″ N, 10° 32′ 46″ O     | Wohnhaus                                  |                | 37704794 |                |
| Breite Straße 55 (Bündheim) 51° 53′ 42″ N, 10° 32′ 43″ O     | Wohnhaus                                  |                | 37693782 |                |
| Breite Straße 57 (Bündheim) 51° 53′ 43″ N, 10° 32′ 41″ O     | Wohnhaus                                  |                | 37693804 |                |
| Breite Straße 59 (Bündheim) 51° 53′ 43″ N, 10° 32′ 41″ O     | Wohnhaus                                  |                | 37693826 |                |
| Breite Straße 61 (Bündheim) 51° 53′ 44″ N, 10° 32′ 39″ O     | Wohnhaus                                  |                | 37693848 |                |
| Breite Straße 98 (Schlewecke) 51° 53′ 57″ N, 10° 32′ 14″ O   | Wohnhaus                                  |                | 37705246 | BW             |
| Breite Straße 108 (Schlewecke) 51° 53′ 57″ N, 10° 32′ 6″ O   | Wohnhaus                                  |                | 37695968 |                |
| Breite Straße 108 (Schlewecke) 51° 53′ 57″ N, 10° 32′ 4″ O   | Wirtschaftsgebäude                        |                | 37696721 |                |
| Breite Straße 108 (Schlewecke) 51° 53′ 57″ N, 10° 32′ 7″ O   | Remise                                    |                | 37696219 |                |
| Breite Straße 108 (Schlewecke) 51° 53′ 58″ N, 10° 32′ 6″ O   | Scheune                                   |                | 37696470 |                |
| Breite Straße 116 (Schlewecke) 51° 53′ 59″ N, 10° 32′ 2″ O   | Wohnhaus                                  |                | 37695017 | BW             |
| Breite Straße 118 (Schlewecke) 51° 53′ 59″ N, 10° 32′ 2″ O   | Wohnhaus                                  |                | 37695038 |                |
| Breite Straße 141 (Schlewecke) 51° 53′ 58″ N, 10° 32′ 1″ O   | Wohnhaus                                  |                | 37696105 | BW             |
| Breite Straße 141 (Schlewecke) 51° 53′ 58″ N, 10° 32′ 0″ O   | Scheune                                   |                | 37696356 | BW             |
| Breite Straße 141 (Schlewecke) 51° 53′ 57″ N, 10° 32′ 0″ O   | Stall                                     |                | 37696607 | BW             |
| B 6, km 36,314 51° 53′ 59″ N, 10° 37′ 59″ O                  | Brücke Blaubach                           |                | 37703046 |                |
| Brunnenstraße 2 (Harlingerode) 51° 54′ 34″ N, 10° 31′ 11″ O  | Wohn-/ Wirtschaftsgebäude                 |                | 37695945 | Weitere Bilder |
| Brunnenstraße 2 (Harlingerode) 51° 54′ 34″ N, 10° 31′ 10″ O  | Wirtschaftsgebäude                        |                | 37696196 |                |
| Brunnenstraße 2 (Harlingerode) 51° 54′ 34″ N, 10° 31′ 9″ O   | Stall                                     |                | 37696447 |                |
| Brunnenstraße 2b (Harlingerode) 51° 54′ 36″ N, 10° 31′ 14″ O | Wohn-/ Wirtschaftsgebäude                 |                | 37695900 | Weitere Bilder |
| Brunnenstraße 2b (Harlingerode) 51° 54′ 36″ N, 10° 31′ 14″ O | Stall                                     |                | 37696151 |                |
| Brunnenstraße 4 (Harlingerode) 51° 54′ 34″ N, 10° 31′ 8″ O   | Wohnhaus                                  |                | 37696013 | Weitere Bilder |
| Brunnenstraße 4 (Harlingerode) 51° 54′ 34″ N, 10° 31′ 9″ O   | Stall                                     |                | 37696264 |                |
| Brunnenstraße 4 (Harlingerode) 51° 54′ 33″ N, 10° 31′ 8″ O   | Scheune                                   |                | 37696515 |                |
| Brunnenstraße 6 (Harlingerode) 51° 54′ 33″ N, 10° 31′ 6″ O   | Wohnhaus                                  |                | 37696036 |                |
| Brunnenstraße 6 (Harlingerode) 51° 54′ 33″ N, 10° 31′ 5″ O   | Scheune                                   |                | 37696287 |                |
| Brunnenstraße 6 (Harlingerode) 51° 54′ 33″ N, 10° 31′ 7″ O   | Stall                                     |                | 37696789 |                |
| Brunnenstraße 6 (Harlingerode) 51° 54′ 33″ N, 10° 31′ 4″ O   | Stall                                     |                | 37696538 |                |
| Burgstraße 8 51° 52′ 44″ N, 10° 34′ 2″ O                     | Wohnhaus                                  |                | 37698977 |                |
| Burgstraße 10 51° 52′ 44″ N, 10° 34′ 3″ O                    | Wohnhaus                                  |                | 37698999 |                |
| Burgstraße 12 51° 52′ 44″ N, 10° 34′ 5″ O                    | Wohnhaus                                  |                | 37699021 |                |
| Burgstraße 13 51° 52′ 45″ N, 10° 34′ 4″ O                    | Wohnhaus                                  |                | 37699043 |                |
| Burgstraße 14 51° 52′ 43″ N, 10° 34′ 8″ O                    | ehem. Streckhof                           |                | 37699065 |                |
| Burgstraße 15 51° 52′ 44″ N, 10° 34′ 4″ O                    | Wohnhaus                                  |                | 37699097 |                |
| Burgstraße 17 51° 52′ 44″ N, 10° 34′ 7″ O                    | Wohnhaus                                  |                | 37699119 |                |
| Burgstraße 20 51° 52′ 43″ N, 10° 34′ 13″ O                   | Wohnhaus                                  |                | 37703166 |                |
| Burgstraße 33 51° 52′ 48″ N, 10° 34′ 27″ O                   | Wohnhaus                                  |                | 37703187 |                |
| Burgstraße 33 51° 52′ 48″ N, 10° 34′ 28″ O                   | Wohnhaus (Einfriedung)                    |                | 37702581 |                |
| Burgstraße 43 51° 52′ 49″ N, 10° 34′ 38″ O                   | Villa                                     |                | 37703209 |                |

## D
| Lage                                                                  | Bezeichnung                               | Beschreibung                                                                                      | ID       | Bild           |
| --------------------------------------------------------------------- | ----------------------------------------- | ------------------------------------------------------------------------------------------------- | -------- | -------------- |
| Dommestraße 4 51° 52′ 33″ N, 10° 33′ 30″ O                            | Villa                                     | Haus Meridian                                                                                     | 37699298 | Weitere Bilder |
| Dr. Heinrich-Jasper-Straße (Bündheim) 51° 53′ 21″ N, 10° 33′ 11″ O    | Bahnhof Bad Harzburg (Bahnsteig)          |                                                                                                   | 37692668 |                |
| Dr. Heinrich-Jasper-Straße (Bündheim) 51° 53′ 21″ N, 10° 33′ 11″ O    | Bahnhof Bad Harzburg (Bahnsteig)          |                                                                                                   | 37692587 | Weitere Bilder |
| Dr. Heinrich-Jasper-Straße (Bündheim) 51° 53′ 18″ N, 10° 33′ 15″ O    | Bahnhof Bad Harzburg (Bahnsteig)          |                                                                                                   | 37692196 | Weitere Bilder |
| Dr. Heinrich-Jasper-Straße 2 (Bündheim) 51° 53′ 16″ N, 10° 33′ 18″ O  | Bahnhof Bad Harzburg (Empfangsgebäude)    |                                                                                                   | 37692715 | Weitere Bilder |
| Dr. Heinrich-Jasper-Straße 2 (Bündheim) 51° 53′ 16″ N, 10° 33′ 20″ O  | Bahnhof Bad Harzburg (Lagerhalle)         |                                                                                                   | 37692641 |                |
| Dr. Heinrich-Jasper-Straße (Bündheim) 51° 53′ 22″ N, 10° 32′ 51″ O    | Gestüt Bündheim, (Kriegerdenkmal 1914/18) |                                                                                                   | 37693870 |                |
| Dr. Heinrich-Jasper-Straße (Bündheim) 51° 53′ 22″ N, 10° 32′ 50″ O    | Gestüt Bündheim, (Kriegerdenkmal 1939/45) |                                                                                                   | 37693893 |                |
| Dr. Heinrich-Jasper-Straße 27 (Bündheim) 51° 53′ 17″ N, 10° 33′ 0″ O  | Wohn-/ Wirtschaftsgebäude                 | Ein Schmuckstück von Fachwerkhaus, es gehört zu den ältesten Häusern von Bad Harzburg (Bündheim). | 37704815 |                |
| Dr. Heinrich-Jasper-Straße 41 (Bündheim) 51° 53′ 17″ N, 10° 33′ 0″ O  | Wohnhaus                                  |                                                                                                   | 37704858 |                |
| Dr. Heinrich-Jasper-Straße 41 (Bündheim) 51° 53′ 21″ N, 10° 32′ 53″ O | Nebengebäude                              |                                                                                                   | 37695854 |                |
| Dr.-Heinrich-Jasper-Straße 42 (Bündheim) 51° 53′ 24″ N, 10° 32′ 50″ O | Wohnhaus                                  |                                                                                                   | 37704879 |                |
| Dr. Heinrich-Jasper-Straße 47 (Bündheim) 51° 53′ 23″ N, 10° 32′ 47″ O | Gestüt Bündheim (Wohnhaus)                |                                                                                                   | 37693916 |                |
| Dr. Heinrich-Jasper-Straße 47 (Bündheim) 51° 53′ 22″ N, 10° 32′ 47″ O | Gestüt Bündheim (Geb. 5)                  |                                                                                                   | 37693939 |                |
| Dr. Heinrich-Jasper-Straße 47 (Bündheim) 51° 53′ 21″ N, 10° 32′ 40″ O | Gestüt Bündheim (Einfriedung)             |                                                                                                   | 37693962 |                |

## F
| Lage                                               | Bezeichnung         | Beschreibung | ID       | Bild |
| -------------------------------------------------- | ------------------- | ------------ | -------- | ---- |
| Fasanenstraße 51° 53′ 35″ N, 10° 34′ 31″ O         | Eisenbahnbrücke     |              | 37705353 |      |
| Forstwiese 3 51° 53′ 4″ N, 10° 33′ 32″ O           | Wirtschaftsgebäude  |              | 37705506 |      |
| Fritz-König-Straße 22 51° 52′ 56″ N, 10° 34′ 24″ O | Villa               |              | 37703252 |      |
| Fritz-König-Straße 22 51° 52′ 56″ N, 10° 34′ 24″ O | Villa (Einfriedung) |              | 37702732 |      |
| Fritz-König-Straße 26 51° 52′ 54″ N, 10° 34′ 21″ O | Villa               |              | 37703276 |      |
| Fritz-König-Straße 38 51° 52′ 48″ N, 10° 34′ 15″ O | Villa               |              | 37699320 |      |
| Fritz-König-Straße 38 51° 52′ 47″ N, 10° 34′ 15″ O | Remise              |              | 37699342 |      |
| Fritz-König-Straße 45 51° 52′ 50″ N, 10° 34′ 23″ O | Villa               |              | 37703299 |      |

## G
| Lage                                                     | Bezeichnung                                 | Beschreibung                                           | ID       | Bild           |
| -------------------------------------------------------- | ------------------------------------------- | ------------------------------------------------------ | -------- | -------------- |
| Gestütstraße (Bündheim) 51° 53′ 23″ N, 10° 32′ 45″ O     | Gestüt Bündheim (Schlosserei)               |                                                        | 41956496 |                |
| Gestütstraße (Bündheim) 51° 53′ 22″ N, 10° 32′ 45″ O     | Gestüt Bündheim (Grube)                     |                                                        | 41956516 |                |
| Gestütstraße 1 (Bündheim) 51° 53′ 23″ N, 10° 32′ 47″ O   | Gestüt Bündheim (Wohnhaus)                  |                                                        | 37693986 |                |
| Gestütstraße 2 (Bündheim) 51° 53′ 21″ N, 10° 32′ 47″ O   | Gestüt Bündheim (Wohn-/ Wirtschaftsgebäude) |                                                        | 37694009 |                |
| Gestütstraße 3–4 (Bündheim) 51° 53′ 20″ N, 10° 32′ 43″ O | Gestüt Bündheim (Geb. 7)                    |                                                        | 37694032 |                |
| Gestütstraße 5 (Bündheim) 51° 53′ 18″ N, 10° 32′ 46″ O   | Gestüt Bündheim (Geb. 8/9)                  |                                                        | 37692331 |                |
| Gestütstraße 5 (Bündheim) 51° 53′ 18″ N, 10° 32′ 44″ O   | Gestüt Bündheim (Geb. 8/9)                  |                                                        | 37694057 |                |
| Gestütstraße 6 (Bündheim) 51° 53′ 18″ N, 10° 32′ 47″ O   | Gestüt Bündheim (Geb. 10)                   |                                                        | 37694082 |                |
| Gestütstraße 7 (Bündheim) 51° 53′ 19″ N, 10° 32′ 45″ O   | Gestüt Bündheim (Geb. 11, Wohnhaus)         |                                                        | 37694105 |                |
| Gestütstraße 7 (Bündheim) 51° 53′ 19″ N, 10° 32′ 46″ O   | Gestüt Bündheim (Geb. 12, Stall)            |                                                        | 37692403 |                |
| Gestütstraße 7 (Bündheim) 51° 53′ 20″ N, 10° 32′ 47″ O   | Gestüt Bündheim (Geb. 13)                   |                                                        | 37694129 |                |
| Gestütstraße 8 (Bündheim) 51° 53′ 21″ N, 10° 32′ 48″ O   | Gestüt Bündheim (Geb. 15)                   |                                                        | 37694152 |                |
| Gestütstraße 10 (Bündheim) 51° 53′ 21″ N, 10° 32′ 49″ O  | Gestüt Bündheim, „Schloß“                   |                                                        | 37694175 | Weitere Bilder |
| Gestütstraße 10 (Bündheim) 51° 53′ 21″ N, 10° 32′ 52″ O  | Gestüt Bündheim (Wirtschaftsgebäude)        |                                                        | 37694222 |                |
| Gestütstraße 12 (Bündheim) 51° 53′ 14″ N, 10° 32′ 47″ O  | Gestüt Bündheim (Geb. 17)                   |                                                        | 37692251 |                |
| Gestütstraße 10 51° 53′ 16″ N, 10° 32′ 45″ O             | Schlosspark                                 |                                                        | 37694198 |                |
| Gestütstraße 10 51° 53′ 17″ N, 10° 32′ 50″ O             | Schlossteich                                |                                                        | 37692357 |                |
| Golfstraße 2 51° 52′ 46″ N, 10° 33′ 22″ O                | Wohnhaus                                    |                                                        | 37699477 |                |
| Golfstraße 4 51° 52′ 46″ N, 10° 33′ 21″ O                | Wohnhaus                                    |                                                        | 37699499 |                |
| Golfstraße 7 51° 52′ 46″ N, 10° 33′ 18″ O                | Wohnhaus                                    |                                                        | 37699521 |                |
| Golfstraße 9 51° 52′ 46″ N, 10° 33′ 17″ O                | Wohnhaus                                    |                                                        | 37699543 |                |
| Golfstraße 11 51° 52′ 46″ N, 10° 33′ 16″ O               | Wohnhaus                                    |                                                        | 37699565 |                |
| Golfstraße 13 51° 52′ 46″ N, 10° 33′ 15″ O               | Wohnhaus                                    |                                                        | 37699587 |                |
| Golfstraße 14 51° 52′ 47″ N, 10° 33′ 11″ O               | Wohnhaus                                    |                                                        | 37699609 |                |
| Golfstraße 15 51° 52′ 46″ N, 10° 33′ 13″ O               | Wohnhaus                                    |                                                        | 37699631 |                |
| Golfstraße 16 51° 52′ 46″ N, 10° 33′ 11″ O               | Wohnhaus                                    | Villa Heyke                                            | 37699653 |                |
| Goslarsche Straße 6 51° 52′ 44″ N, 10° 33′ 20″ O         | Wohnhaus                                    |                                                        | 37695340 |                |
| Goslarsche Straße 7 51° 52′ 44″ N, 10° 33′ 19″ O         | Wohnhaus                                    |                                                        | 37695361 |                |
| Goslarsche Straße 9 51° 52′ 43″ N, 10° 33′ 21″ O         | Wohnhaus                                    |                                                        | 37703320 | Weitere Bilder |
| Goslarsche Straße 12 51° 52′ 44″ N, 10° 33′ 24″ O        | Wohnhaus                                    | ehem. Villa Hedwigsburg, heute Vitalhotel am Stadtpark | 37699675 | Weitere Bilder |
| Großer Burgberg 51° 52′ 18″ N, 10° 34′ 1″ O              | Große Harzburg                              |                                                        | 37699697 | Weitere Bilder |
| Großer Burgberg 51° 52′ 18″ N, 10° 33′ 58″ O             | Harzsagenhalle                              |                                                        | 41555125 |                |
| Großer Burgberg 51° 52′ 19″ N, 10° 33′ 59″ O             | Bismarckobelisk                             |                                                        | 37697808 | Weitere Bilder |
| Großer Burgberg 51° 52′ 19″ N, 10° 33′ 59″ O             | Denkmal                                     |                                                        | 37696880 | BW             |
| Großes Stöttertal 51° 51′ 53″ N, 10° 36′ 19″ O           | Gaststätte „Rabenklippe“                    |                                                        | 37702890 |                |
| Gut Radau (Bettingerode) 51° 54′ 55″ N, 10° 33′ 5″ O     | Radaumühle (Mühle)                          |                                                        | 37693256 | Weitere Bilder |
| Gut Radau (Bettingerode) 51° 54′ 51″ N, 10° 33′ 4″ O     | Radaumühle (Teich)                          |                                                        | 37693279 |                |
| Gut Radau (Bettingerode) 51° 54′ 40″ N, 10° 32′ 53″ O    | Landarbeiterwohnhaus                        |                                                        | 37704616 |                |

## H
| Lage                                                       | Bezeichnung                                | Beschreibung | ID       | Bild           |
| ---------------------------------------------------------- | ------------------------------------------ | --- | -------- | -------------- |
| Hauptstraße (Bettingerode) 51° 54′ 51″ N, 10° 34′ 22″ O    | Kirche                                     | | 37693165 | Weitere Bilder |
| Hauptstraße (Bettingerode) 51° 54′ 51″ N, 10° 34′ 22″ O    | Kirchhof                                   | | 37693187 |                |
| Hauptstraße (Bettingerode) 51° 54′ 52″ N, 10° 34′ 23″ O    | Kriegerdenkmal                             | | 37693209 |                |
| Hauptstraße 8 (Bettingerode) 51° 54′ 46″ N, 10° 34′ 20″ O  | Wohn-/ Wirtschaftsgebäude                  | | 37704638 |                |
| Hauptstraße 10 (Bettingerode) 51° 54′ 49″ N, 10° 34′ 19″ O | Wohn-/ Wirtschaftsgebäude                  | | 37704661 |                |
| Hauptstraße 10 (Bettingerode) 51° 54′ 50″ N, 10° 34′ 19″ O | Stallanbau                                 | | 37702245 |                |
| Hauptstraße 10 (Bettingerode) 51° 54′ 49″ N, 10° 34′ 19″ O | Erweiterung                                | | 37702311 |                |
| Herbrink (Schlewecke) 51° 53′ 18″ N, 10° 31′ 44″ O         | Steinwälle                                 | | 37695594 |                |
| Herbrink 7 (Schlewecke) 51° 53′ 53″ N, 10° 32′ 4″ O        | Wohnhaus                                   | | 37695923 |                |
| Herbrink 7 (Schlewecke) 51° 53′ 53″ N, 10° 32′ 4″ O        | Wirtschaftsgebäude                         | | 37696174 |                |
| Herbrink 7 (Schlewecke) 51° 53′ 53″ N, 10° 32′ 5″ O        | Stall                                      | | 37940991 |                |
| Herbrink 7 (Schlewecke) 51° 53′ 52″ N, 10° 32′ 5″ O        | Stall                                      | | 37940943 |                |
| Herbrink 7 (Schlewecke) 51° 53′ 52″ N, 10° 32′ 5″ O        | Stall                                      | | 37696676 |                |
| Herbrink 7 (Schlewecke) 51° 53′ 52″ N, 10° 32′ 4″ O        | Scheune                                    | | 37696425 |                |
| Herbrink 8 (Schlewecke) 51° 53′ 52″ N, 10° 32′ 6″ O        | Wohnhaus                                   | | 37705266 | Weitere Bilder |
| Herzog-Julius-Straße 7 51° 53′ 13″ N, 10° 33′ 29″ O        | Sommerhaus von Amsberg                     | | 37703367 |                |
| Herzog-Julius-Straße 20 51° 53′ 8″ N, 10° 33′ 35″ O        | Wohn-/ Geschäftshaus                       | Eine Überprüfung vor Ort ergab, dass die Hausnummer nicht 20a ist, sondern 20. | 37703393 | Weitere Bilder |
| Herzog-Julius-Straße 24 51° 53′ 7″ N, 10° 33′ 36″ O        | Wohnhaus                                   | | 37703414 |                |
| Herzog-Julius-Straße 28 51° 53′ 6″ N, 10° 33′ 37″ O        | Hotel                                      | | 37703435 |                |
| Herzog-Julius-Straße 38 51° 52′ 56″ N, 10° 33′ 43″ O       | Wohnhaus                                   | | 37703458 |                |
| Herzog-Julius-Straße 40 51° 52′ 55″ N, 10° 33′ 43″ O       | Wohnhaus                                   | | 37703479 |                |
| Herzog-Julius-Straße 47 51° 52′ 58″ N, 10° 33′ 43″ O       | Wohnhaus                                   | | 37703500 |                |
| Herzog-Julius-Straße 47 51° 52′ 58″ N, 10° 33′ 44″ O       | Remise                                     | | 37702356 |                |
| Herzog-Julius-Straße 47 51° 52′ 58″ N, 10° 33′ 43″ O       | Böschungsmauer                             | | 37702841 |                |
| Herzog-Julius-Straße 52 51° 52′ 51″ N, 10° 33′ 46″ O       | Wohnhaus                                   | Hotel Brauner Hirsch ist dauerhaft geschlossen. | 37699797 | Weitere Bilder |
| Herzog-Julius-Straße 54 51° 52′ 49″ N, 10° 33′ 47″ O       | Wohnhaus                                   | | 37699820 |                |
| Herzog-Julius-Straße 58 51° 52′ 48″ N, 10° 33′ 48″ O       | Wohnhaus                                   | | 37699866 |                |
| Herzog-Julius-Straße 59 51° 52′ 54″ N, 10° 33′ 46″ O       | Wohnhaus                                   | | 37703524 |                |
| Herzog-Julius-Straße 69 51° 52′ 50″ N, 10° 33′ 47″ O       | Wohnhaus                                   | | 37699888 |                |
| Herzog-Julius-Straße 71 51° 52′ 49″ N, 10° 33′ 48″ O       | Wohnhaus                                   | | 37699910 |                |
| Herzog-Julius-Straße 73 51° 52′ 49″ N, 10° 33′ 48″ O       | Wohnhaus                                   | | 37699932 |                |
| Herzog-Julius-Straße 82 51° 52′ 34″ N, 10° 33′ 45″ O       | Wohnhaus                                   | | 37699954 |                |
| Herzog-Julius-Straße 82 51° 52′ 33″ N, 10° 33′ 45″ O       | Brunnenhaus                                | | 37699976 |                |
| Herzog-Julius-Straße 86 51° 52′ 30″ N, 10° 33′ 43″ O       | Wohnhaus                                   | | 37699998 |                |
| Herzog-Julius-Straße 86a 51° 52′ 30″ N, 10° 33′ 42″ O      | Wohnhaus                                   | | 37700020 |                |
| Herzog-Julius-Straße 88 51° 52′ 29″ N, 10° 33′ 42″ O       | Wohnhaus                                   | | 37700042 |                |
| Herzog-Julius-Straße 93 51° 52′ 35″ N, 10° 33′ 49″ O       | Sanatorium                                 | Das Belvedere war im Laufe seiner Geschichte vieles: Hotel, Sanatorium und zuletzt eine Seniorenresidenz, die nun dauerhaft geschlossen ist. | 37703592 | Weitere Bilder |
| Herzog-Wilhelm-Straße 51° 52′ 40″ N, 10° 33′ 39″ O         | Wasserlauf Radau                           | | 37692695 | Weitere Bilder |
| Herzog-Wilhelm-Straße 7 51° 53′ 10″ N, 10° 33′ 21″ O       | Wohnhaus                                   | | 37703617 |                |
| Herzog-Wilhelm-Straße 7 51° 53′ 10″ N, 10° 33′ 21″ O       | Einfriedung                                | | 37702820 |                |
| Herzog-Wilhelm-Straße 19 51° 53′ 7″ N, 10° 33′ 23″ O       | Wohnhaus                                   | | 37703663 |                |
| Herzog-Wilhelm-Straße 19 51° 53′ 7″ N, 10° 33′ 23″ O       | Einfriedung                                | die Grundstückseinfriedung wurde entfernt | 37702799 | BW             |
| Herzog-Wilhelm-Straße 25 51° 53′ 5″ N, 10° 33′ 25″ O       | Werner-von-Siemens-Gymnasium               | | 37700087 |                |
| Herzog-Wilhelm-Straße 25 51° 53′ 6″ N, 10° 33′ 26″ O       | Werner-von-Siemens-Gymnasium (Remise)      | | 37700115 |                |
| Herzog-Wilhelm-Straße 25 51° 53′ 6″ N, 10° 33′ 26″ O       | Werner-von-Siemens-Gymnasium (Schulhof)    | | 37700146 |                |
| Herzog-Wilhelm-Straße 25 51° 53′ 6″ N, 10° 33′ 27″ O       | Werner-von-Siemens-Gymnasium (Baumbestand) | | 37697868 |                |
| Herzog-Wilhelm-Straße 27 51° 53′ 4″ N, 10° 33′ 26″ O       | Wohnhaus                                   | | 37703685 |                |
| Herzog-Wilhelm-Straße 27 51° 53′ 4″ N, 10° 33′ 26″ O       | Einfriedung                                | | 37702711 |                |
| Herzog-Wilhelm-Straße 37 51° 53′ 1″ N, 10° 33′ 30″ O       | Wohnhaus                                   | | 37703707 |                |
| Herzog-Wilhelm-Straße 37 51° 53′ 1″ N, 10° 33′ 30″ O       | Einfriedung                                | | 37702778 |                |
| Herzog-Wilhelm-Straße 46 51° 52′ 58″ N, 10° 33′ 32″ O      | Wohnhaus                                   | | 37703729 |                |
| Herzog-Wilhelm-Straße 46 51° 52′ 58″ N, 10° 33′ 32″ O      | Einfriedung                                | von der Grundstückseinfriedung sind nur noch die Pfosten vorhanden | 37702602 |                |
| Herzog-Wilhelm-Straße 47 51° 52′ 58″ N, 10° 33′ 35″ O      | Gerichtsgebäude                            | | 37700174 |                |
| Herzog-Wilhelm-Straße 47 51° 52′ 58″ N, 10° 33′ 34″ O      | Nebengebäude                               | | 37700197 |                |
| Herzog-Wilhelm-Straße 52 51° 52′ 56″ N, 10° 33′ 34″ O      | Wohnhaus                                   | | 37703751 |                |
| Herzog-Wilhelm-Straße 53 51° 52′ 55″ N, 10° 33′ 37″ O      | Wohnhaus                                   | | 37700219 |                |
| Herzog-Wilhelm-Straße 53a 51° 52′ 55″ N, 10° 33′ 39″ O     | Gartenhaus                                 | | 37700241 |                |
| Herzog-Wilhelm-Straße 56 51° 52′ 55″ N, 10° 33′ 34″ O      | Wohnhaus                                   | | 37703772 |                |
| Herzog-Wilhelm-Straße 61 51° 52′ 51″ N, 10° 33′ 37″ O      | Wohnhaus                                   | | 37703794 |                |
| Herzog-Wilhelm-Straße 61 51° 52′ 52″ N, 10° 33′ 36″ O      | Einfriedung                                | | 37702469 |                |
| Herzog-Wilhelm-Straße 62 51° 52′ 54″ N, 10° 33′ 34″ O      | Wohnhaus                                   | | 37703818 | Weitere Bilder |
| Herzog-Wilhelm-Straße 62 51° 52′ 54″ N, 10° 33′ 35″ O      | Einfriedung                                | | 37702492 |                |
| Herzog-Wilhelm-Straße 63 51° 52′ 51″ N, 10° 33′ 37″ O      | Wohn-/ Geschäftshaus                       | | 37703840 |                |
| Herzog-Wilhelm-Straße 74 51° 52′ 47″ N, 10° 33′ 36″ O      | Hotel                                      | Das Hotel entstand aus einer ehemaligen Offiziersvilla um 1860. 1886 wurde es von den Gebrüder Vieth erworben und ständig erweitert und hatte 1898 den ersten Turm. 1908 wurde das Hotel ein Raub der Flammen und brannte 3 Tage. Damals gab es etwa noch 15 größere Hotels aus der Gründerzeit. Viele Hotels wurden abgerissen und ein Teil „brannte nach altem Harzer Brauch ab“. Es gibt also nur noch eine Handvoll der schönen alten Häuser aus der Jahrhundertwende. Das Hotel ist heute noch im Besitz der Fam. Vieth, was eine Seltenheit ist. | 37703861 | Weitere Bilder |
| Herzog-Wilhelm-Straße 80 51° 52′ 46″ N, 10° 33′ 36″ O      | Postgebäude                                | ehem. Postgebäude, heute Wohn-/Geschäftshaus | 37703884 | Weitere Bilder |
| Herzog-Wilhelm-Straße 86 51° 52′ 40″ N, 10° 33′ 33″ O      | Villa                                      | | 37700308 |                |
| Herzog-Wilhelm-Straße 86 51° 52′ 37″ N, 10° 33′ 33″ O      | Kasinopark/Stadtpark                       | | 37700331 | Weitere Bilder |
| Herzog-Wilhelm-Straße 93 51° 52′ 37″ N, 10° 33′ 40″ O      | Radauburg                                  | | 37703907 | Weitere Bilder |
| Herzog-Wilhelm-Straße 101 51° 52′ 28″ N, 10° 33′ 41″ O     | Villa                                      | Die ehem. Villa Flora in Bad Harzburg ist ein historisches Gebäude, das von dem Künstler Albert Wille entworfen wurde. | 37703932 | Weitere Bilder |
| Herzog-Wilhelm-Straße 101 51° 52′ 28″ N, 10° 33′ 41″ O     | Einfriedung                                | | 37702513 |                |
| Herzog-Wilhelm-Straße 104 51° 52′ 35″ N, 10° 33′ 38″ O     | Hotel                                      | Traufständiges, dreistöckiges Hotel, Fachwerk mit senkrechter bzw. im 1. Stock waagerechter Holzschalung, hoher Putzsockel, Satteldächer mit Dachreiter, errichtet 1895 durch Bauherrn Max Hecht. Um 1905 umgebaut. Straßenfassade symmetrisch gegliedert mit Holzkonstruktionen: Seiten- und Mittelrisalite, Galerien, Verandavorbau mit mittigem Eingang, Balkone, umlaufendem Gesims, reiche Zierschnitzereien an Brüstungsfeldern und Giebel. Rückwärtige Fassade verputzt bzw. mit Schieferbehang.                                                | 37703956 | Weitere Bilder |
| Herzog-Wilhelm-Straße 106 51° 52′ 34″ N, 10° 33′ 38″ O     | Wohn-/ Geschäftshaus                       | | 37703980 | Weitere Bilder |
| Herzog-Wilhelm-Straße 116 51° 52′ 29″ N, 10° 33′ 39″ O     | Wohn-/ Geschäftshaus                       | | 37704001 |                |
| Herzog-Wilhelm-Straße 118 51° 52′ 28″ N, 10° 33′ 39″ O     | Wohnhaus                                   | | 37704022 | Weitere Bilder |
| Hindenburgring 1 51° 52′ 45″ N, 10° 33′ 9″ O               | Wohnhaus                                   | ehem. Hotel Haus Prinz | 37700353 |                |
| Hindenburgring 4 51° 52′ 42″ N, 10° 33′ 7″ O               | Villa                                      | | 37704043 |                |
| Hindenburgring 6 51° 52′ 40″ N, 10° 33′ 5″ O               | Villa                                      | | 37704066 | Weitere Bilder |
| Hindenburgring 7 51° 52′ 38″ N, 10° 33′ 4″ O               | Villa                                      | ehem. Villa Julia | 37692770 | Weitere Bilder |
| Hindenburgring 7 51° 52′ 37″ N, 10° 33′ 5″ O               | Pavillon                                   | | 37695382 |                |
| Hindenburgring 9 51° 52′ 37″ N, 10° 33′ 8″ O               | Wohnhaus                                   | ehem. Villa Westend, später Kinderheim, heute Wohnhaus | 37704089 | Weitere Bilder |
| Hindenburgring 11 51° 52′ 37″ N, 10° 33′ 11″ O             | Villa                                      | | 37700376 | Weitere Bilder |
| Hindenburgring 12 51° 52′ 38″ N, 10° 33′ 12″ O             | Wohnhaus                                   | | 37700398 | Weitere Bilder |
| Hindenburgring 12a 51° 52′ 38″ N, 10° 33′ 14″ O            | Wohnhaus                                   | Zur Geschichte des Hauses siehe https://www.parkhotel-badharzburg.de/unser-hotel/geschichte-des-hauses/ | 37700442 |                |
| Hindenburgring 12a 51° 52′ 38″ N, 10° 33′ 12″ O            | Torhaus                                    | | 37700420 |                |
| Hindenburgring 12a 51° 52′ 37″ N, 10° 33′ 15″ O            | Gartenpavillon                             | | 37700486 |                |
| Hindenburgring 12a 51° 52′ 38″ N, 10° 33′ 13″ O            | Brunnen                                    | | 37700464 |                |
| Hoher Weg 2 (Westerode) 51° 54′ 14″ N, 10° 33′ 30″ O       | Wohnhaus                                   | | 37705399 |                |
| Holzhof 51° 53′ 1″ N, 10° 33′ 39″ O                        | Feuerwehrturm                              | | 37704112 |                |
| Holzhof 2 51° 53′ 0″ N, 10° 33′ 34″ O                      | Wohnhaus                                   | | 37700508 |                |
| Holzhof 4 51° 53′ 0″ N, 10° 33′ 35″ O                      | Wohnhaus                                   | | 37700530 |                |
| Holzhof 5 51° 53′ 2″ N, 10° 33′ 35″ O                      | Forstamt                                   | | 37704136 |                |
| Holzhof 6 51° 53′ 0″ N, 10° 33′ 35″ O                      | Wohnhaus                                   | | 37700575 |                |
| Holzhof 8 51° 53′ 0″ N, 10° 33′ 36″ O                      | Wohnhaus                                   | | 37704158 |                |
| Holzhof 8 51° 53′ 1″ N, 10° 33′ 37″ O                      | Einfriedung                                | | 37702425 | BW             |
| Höltjenbaumstieg (Westerode) 51° 53′ 46″ N, 10° 33′ 37″ O  | Bahnbrücke                                 | | 37705328 |                |

## I
| Lage                                                            | Bezeichnung                             | Beschreibung | ID       | Bild           |
| --------------------------------------------------------------- | --------------------------------------- | ------------ | -------- | -------------- |
| Ilsenburger Stieg 5 51° 52′ 58″ N, 10° 35′ 31″ O                | Wohnhaus                                |              | 37700597 |                |
| Ilsenburger Stieg 7 51° 52′ 58″ N, 10° 35′ 33″ O                | Wohnhaus                                |              | 37700619 | BW             |
| Ilsenburger Stieg 9 51° 53′ 0″ N, 10° 35′ 38″ O                 | ehem. Schafferhaus                      |              | 43199152 | Weitere Bilder |
| Ilsenburger Stieg 9 51° 53′ 3″ N, 10° 35′ 36″ O                 | Haus Schwyz                             |              | 43198097 | BW             |
| Ilsenburger Stieg 9 51° 53′ 2″ N, 10° 35′ 37″ O                 | Haus Uri                                |              | 43198080 | BW             |
| Ilsenburger Stieg 9 51° 53′ 0″ N, 10° 35′ 40″ O                 | Gesindehaus                             |              | 43199358 |                |
| Ilsenburger Stieg 9 51° 52′ 59″ N, 10° 35′ 37″ O                | Verkehrspavillon                        |              | 43195173 |                |
| Ilsenburger Stieg 9a 51° 52′ 58″ N, 10° 35′ 34″ O               | Wohnhaus                                |              | 37700641 |                |
| Ilsenburger Straße 93a 51° 53′ 6″ N, 10° 34′ 35″ O              | Fritz-König-Stift (Krankenhaus)         |              | 37700663 |                |
| Ilsenburger Straße 93a 51° 53′ 7″ N, 10° 34′ 38″ O              | Fritz-König-Stift (Kapelle)             |              | 37700709 |                |
| Ilsenburger Straße 93a 51° 53′ 8″ N, 10° 34′ 31″ O              | Fritz-König-Stift (Garten)              |              | 37700732 |                |
| Ilsenburger Straße 93a 51° 53′ 5″ N, 10° 34′ 36″ O              | Fritz-König-Stift (Einfriedung)         |              | 37697597 |                |
| Im Bleichtal 4 51° 52′ 40″ N, 10° 32′ 12″ O                     | Wohnhaus                                |              | 37694245 |                |
| Im Bleichtal 4 51° 52′ 38″ N, 10° 32′ 13″ O                     | Gartenhaus                              |              | 37694268 |                |
| Im Bleichtal 4 51° 52′ 39″ N, 10° 32′ 13″ O                     | Mauer                                   |              | 37692426 |                |
| Im Waldwinkel 1 (Eckertal) 51° 54′ 11″ N, 10° 38′ 32″ O         | MUNA-Stapelburg (Pförtnerhaus)          |              | 37695650 |                |
| Im Waldwinkel 1 (Eckertal) 51° 54′ 15″ N, 10° 38′ 27″ O         | MUNA-Stapelburg (Malerwerkstatt)        |              | 37695802 |                |
| Im Waldwinkel 1 (Eckertal) 51° 54′ 10″ N, 10° 38′ 31″ O         | MUNA-Stapelburg (Toranlage)             |              | 37695624 |                |
| Im Waldwinkel 1 (Eckertal) 51° 54′ 7″ N, 10° 38′ 32″ O          | MUNA-Stapelburg (Pflasterung)           |              | 37692279 |                |
| Im Waldwinkel 2 (Eckertal) 51° 54′ 10″ N, 10° 38′ 25″ O         | MUNA-Stapelburg (Kasino)                |              | 37695751 |                |
| Im Waldwinkel 3 (Eckertal) 51° 54′ 11″ N, 10° 38′ 24″ O         | MUNA-Stapelburg (Mannschaftsunterkunft) |              | 37695701 |                |
| Im Waldwinkel 4 (Eckertal) 51° 54′ 12″ N, 10° 38′ 23″ O         | MUNA-Stapelburg (Mannschaftsunterkunft) |              | 37695726 |                |
| Im Waldwinkel 5 (Eckertal) 51° 54′ 13″ N, 10° 38′ 22″ O         | MUNA-Stapelburg (Verwaltung)            |              | 37695675 |                |
| Im Waldwinkel 5 (Eckertal) 51° 54′ 16″ N, 10° 38′ 27″ O         | MUNA-Stapelburg (Nebengebäude)          |              | 37695829 |                |
| Immenröder Straße 1 (Harlingerode) 51° 54′ 44″ N, 10° 31′ 1″ O  | Wirtschaftsgebäude                      |              | 37704924 | Weitere Bilder |
| Immenröder Straße 8 (Harlingerode) 51° 54′ 46″ N, 10° 30′ 57″ O | Wohnhaus                                |              | 37704945 | Weitere Bilder |

## K
| Lage                                                              | Bezeichnung               | Beschreibung                                                                      | ID       | Bild           |
| ----------------------------------------------------------------- | ------------------------- | --------------------------------------------------------------------------------- | -------- | -------------- |
| Kaltenfelder Straße 8 (Harlingerode) 51° 54′ 39″ N, 10° 30′ 54″ O | Wohnhaus                  |                                                                                   | 37696082 | Weitere Bilder |
| Kaltenfelder Straße 8 (Harlingerode) 51° 54′ 38″ N, 10° 30′ 53″ O | Wirtschaftsgebäude        |                                                                                   | 37696584 |                |
| Kaltenfelder Straße 8 (Harlingerode) 51° 54′ 38″ N, 10° 30′ 55″ O | Wirtschaftsgebäude        |                                                                                   | 37696835 |                |
| Kaltenfelder Straße 8 (Harlingerode) 51° 54′ 38″ N, 10° 30′ 55″ O | Scheune                   |                                                                                   | 37936678 | Weitere Bilder |
| Kaltenfelder Straße 8 (Harlingerode) 51° 54′ 39″ N, 10° 30′ 53″ O | Stall                     |                                                                                   | 37696333 | Weitere Bilder |
| Kapellenweg 4 51° 52′ 32″ N, 10° 34′ 12″ O                        | Wohn-/ Wirtschaftsgebäude |                                                                                   | 37704205 |                |
| Kirchenbrink (Schlewecke) 51° 53′ 49″ N, 10° 31′ 56″ O            | Kirche                    |                                                                                   | 37695101 | Weitere Bilder |
| Kirchenbrink 1 (Schlewecke) 51° 53′ 52″ N, 10° 32′ 2″ O           | Schule                    |                                                                                   | 37705286 |                |
| Kirchenbrink 18 (Schlewecke) 51° 53′ 49″ N, 10° 31′ 57″ O         | Wohnhaus                  |                                                                                   | 37695123 |                |
| Kirchenbrink 20 (Schlewecke) 51° 53′ 48″ N, 10° 31′ 56″ O         | Wohnhaus                  |                                                                                   | 37695144 |                |
| Kirchenbrink 20a (Schlewecke) 51° 53′ 47″ N, 10° 31′ 57″ O        | Wohnhaus                  |                                                                                   | 37695165 |                |
| Kirchenbrink 22 (Schlewecke) 51° 53′ 48″ N, 10° 31′ 55″ O         | Wohnhaus                  |                                                                                   | 37695186 |                |
| Kirchstraße (Westerode) 51° 54′ 9″ N, 10° 33′ 44″ O               | Kirche                    |                                                                                   | 37695207 | Weitere Bilder |
| Kirchstraße (Westerode) 51° 54′ 8″ N, 10° 33′ 44″ O               | Kirchhof                  |                                                                                   | 37695229 |                |
| Kleiner Burgberg 51° 52′ 28″ N, 10° 34′ 1″ O                      | Kleine Harzburg           |                                                                                   | 37702218 | BW             |
| Kurhausstraße 1 51° 52′ 26″ N, 10° 33′ 36″ O                      | Villa Rosenkranz          | früher Villa Rosenkranz, heute Villa Anneliese                                    | 37692796 | Weitere Bilder |
| Kurhausstraße 1 51° 52′ 26″ N, 10° 33′ 36″ O                      | Villa Rosenkranz (Remise) |                                                                                   | 37695427 |                |
| Kurhausstraße 3 51° 52′ 26″ N, 10° 33′ 36″ O                      | Villa                     |                                                                                   | 37700778 | Weitere Bilder |
| Kurhausstraße 14 51° 52′ 21″ N, 10° 33′ 22″ O                     | Villa                     |                                                                                   | 37700801 |                |
| Kurhausstraße 21 51° 52′ 17″ N, 10° 33′ 20″ O                     | Wohnhaus                  | Keinerlei Schutz- und Erhaltungsmaßnahmen am Baudenkmal ersichtlich, es verfällt. | 37704250 | Weitere Bilder |

## L
| Lage                                                      | Bezeichnung                        | Beschreibung | ID       | Bild           |
| --------------------------------------------------------- | ---------------------------------- | ------------ | -------- | -------------- |
| Lammgasse 3 (Harlingerode) 51° 54′ 41″ N, 10° 31′ 10″ O   | Wohnhaus                           |              | 37705036 |                |
| Landstraße 32 (Harlingerode) 51° 54′ 16″ N, 10° 31′ 13″ O | Villa                              |              | 37694679 |                |
| Landstraße 32 (Harlingerode) 51° 54′ 15″ N, 10° 31′ 13″ O | Park                               |              | 37694705 | BW             |
| Lindenbruchweg (Bündheim) 51° 53′ 22″ N, 10° 32′ 29″ O    | Gestüt Bündheim (Fohlenstall)      |              | 37695319 |                |
| Lutherstraße 51° 52′ 47″ N, 10° 33′ 52″ O                 | Martin-Luther-Kirche               |              | 37700868 | Weitere Bilder |
| Lutherstraße 51° 52′ 48″ N, 10° 33′ 50″ O                 | Martin-Luther-Kirche (Kirchhof)    |              | 37700891 |                |
| Lutherstraße 51° 52′ 48″ N, 10° 33′ 51″ O                 | Martin-Luther-Kirche (Einfriedung) |              | 37697690 |                |
| Lutherstraße 3 51° 52′ 49″ N, 10° 33′ 51″ O               | Wohnhaus                           |              | 37704271 |                |
| Lutherstraße 5 51° 52′ 48″ N, 10° 33′ 52″ O               | Wohn-/ Geschäftshaus               |              | 37704292 |                |

## M
| Lage                                                        | Bezeichnung                           | Beschreibung                                           | ID       | Bild           |
| ----------------------------------------------------------- | ------------------------------------- | ------------------------------------------------------ | -------- | -------------- |
| Maschweg 2 (Westerode) 51° 54′ 16″ N, 10° 33′ 48″ O         | Streckhof (Wohn-/ Wirtschaftsgebäude) |                                                        | 37705673 |                |
| Maschweg 2 (Westerode) 51° 54′ 16″ N, 10° 33′ 50″ O         | Streckhof (Stall)                     |                                                        | 37705650 | BW             |
| Maschweg 4 (Westerode) 51° 54′ 18″ N, 10° 33′ 49″ O         | Wohn-/ Wirtschaftsgebäude             |                                                        | 37705442 |                |
| Meinigstraße 32 (Harlingerode) 51° 54′ 27″ N, 10° 31′ 14″ O | Wohnhaus                              |                                                        | 37705057 | Weitere Bilder |
| Meinigstraße 43 (Harlingerode) 51° 54′ 36″ N, 10° 31′ 10″ O | Pfarrhaus                             |                                                        | 37694749 |                |
| Meinigstraße 46 (Harlingerode) 51° 54′ 32″ N, 10° 31′ 12″ O | Wohn-/ Wirtschaftsgebäude             |                                                        | 37705078 | Weitere Bilder |
| Meinigstraße 47 (Harlingerode) 51° 54′ 38″ N, 10° 31′ 8″ O  | Wohnhaus                              |                                                        | 37705099 |                |
| Meinigstraße 48 (Harlingerode) 51° 54′ 36″ N, 10° 31′ 9″ O  | St.-Marien-Kirche                     |                                                        | 37694794 | Weitere Bilder |
| Meinigstraße 48 (Harlingerode) 51° 54′ 36″ N, 10° 31′ 8″ O  | St.-Marien-Kirche (Kirchhof)          |                                                        | 37694839 |                |
| Meinigstraße 48 (Harlingerode) 51° 54′ 37″ N, 10° 31′ 7″ O  | Kriegerdenkmal                        |                                                        | 37694861 |                |
| Meinigstraße 48 (Harlingerode) 51° 54′ 36″ N, 10° 31′ 9″ O  | Wohnhaus                              | ehem. Schule                                           | 37694794 |                |
| Meinigstraße 54 (Harlingerode) 51° 54′ 40″ N, 10° 31′ 0″ O  | Wohnhaus                              |                                                        | 37694905 | Weitere Bilder |
| Meinigstraße 54 (Harlingerode) 51° 54′ 39″ N, 10° 31′ 1″ O  | Scheune                               | Das Baudenkmal (Scheune) existiert nicht mehr, Abriss. | 37695403 | BW             |
| Meinigstraße 56 (Harlingerode) 51° 54′ 40″ N, 10° 30′ 58″ O | Wohnhaus                              |                                                        | 37695990 |                |
| Meinigstraße 56 (Harlingerode) 51° 54′ 41″ N, 10° 30′ 58″ O | Scheune                               |                                                        | 37696241 | Weitere Bilder |
| Meinigstraße 56 (Harlingerode) 51° 54′ 41″ N, 10° 31′ 0″ O  | Stall/Speicher                        |                                                        | 37696492 |                |
| Meinigstraße 58 (Harlingerode) 51° 54′ 42″ N, 10° 30′ 58″ O | Wohnhaus                              |                                                        | 37696059 | Weitere Bilder |
| Meinigstraße 58 (Harlingerode) 51° 54′ 43″ N, 10° 30′ 59″ O | Stall/Speicher                        |                                                        | 37696310 | Weitere Bilder |

## N
| Lage                                              | Bezeichnung                            | Beschreibung | ID       | Bild           |
| ------------------------------------------------- | -------------------------------------- | --- | -------- | -------------- |
| Nordhäuser Straße 51° 52′ 16″ N, 10° 33′ 38″ O    | Bergbahnstation                        | | 37700960 |                |
| Nordhäuser Straße 51° 51′ 13″ N, 10° 32′ 50″ O    | Radau-Wasserfall                       | | 37701008 | Weitere Bilder |
| Nordhäuser Straße 1 51° 52′ 12″ N, 10° 33′ 41″ O  | ehem. Siemens-Erholungsheim (Wohnhaus) | Grundsteinlegung der Villa Ettershaus war im Jahre 1910. Die Berliner Architekten Taut & Hoffmann planten das Gebäude. Hertha von Siemens war die jüngste Tochter von Werner von Siemens, verheiratet mit Carl_Dietrich_Harries, sie wandelte das Ferienhaus ihres Vaters in ein Erholungsheim um. 2016, nach 30 Jahren Leerstand, erfolgte die Sanierung des Gebäudes. Das Sonnenresort Ettershaus wurde nach einer umfangreichen Renovierung Ende 2019 als Hotel wiedereröffnet. | 37701056 | Weitere Bilder |
| Nordhäuser Straße 1 51° 52′ 16″ N, 10° 33′ 41″ O  | ehem. Siemens-Erholungsheim (Pavillon) | | 37701102 |                |
| Nordhäuser Straße 1 51° 52′ 13″ N, 10° 33′ 41″ O  | ehem. Siemens-Erholungsheim (Park)     | | 37701079 |                |
| Nordhäuser Straße 9 51° 51′ 33″ N, 10° 33′ 17″ O  | Gabbrosteinbrüche (Wohnhaus)           | | 37692825 |                |
| Nordhäuser Straße 9 51° 51′ 33″ N, 10° 33′ 18″ O  | Gabbrosteinbrüche (Verwaltung)         | | 37692848 |                |
| Nordhäuser Straße 11 51° 51′ 29″ N, 10° 33′ 14″ O | Gabbrosteinbrüche (Verwaltung)         | | 37692870 |                |
| Nordhäuser Straße 12 51° 52′ 3″ N, 10° 33′ 27″ O  | Wohnhaus                               | | 37704313 |                |
| Nordhäuser Straße 17 51° 51′ 11″ N, 10° 32′ 50″ O | Radau-Wasserfall (Gaststätte)          | | 37701033 |                |

## O
| Lage                                                    | Bezeichnung | Beschreibung | ID       | Bild           |
| ------------------------------------------------------- | ----------- | --- | -------- | -------------- |
| Obere Krodostraße 1 51° 52′ 44″ N, 10° 33′ 59″ O        | Wohnhaus    | | 37701149 |                |
| Obere Krodostraße 8 51° 52′ 40″ N, 10° 34′ 6″ O         | Wohnhaus    | | 37704334 |                |
| Obere Krodostraße 11 51° 52′ 38″ N, 10° 34′ 7″ O        | Wohnhaus    | | 37704355 |                |
| Obere Krodostraße 14 51° 52′ 36″ N, 10° 34′ 9″ O        | Wohnhaus    | | 37704376 |                |
| Obere Krodostraße 21 51° 52′ 34″ N, 10° 34′ 12″ O       | Wohnhaus    | | 37692895 |                |
| Obere Krodostraße 22 51° 52′ 32″ N, 10° 34′ 14″ O       | Wohnhaus    | | 37692915 |                |
| Obere Krodostraße 24 51° 52′ 30″ N, 10° 34′ 16″ O       | Wohnhaus    | | 37704397 |                |
| Obere Krodostraße 30 51° 52′ 39″ N, 10° 34′ 16″ O       | Wohnhaus    | Das ehem. „Krodohaus Siemens“ ist heute ein Alten- u. Pflegeheim (Haus Felsengrund) und Sitz der Verwaltung des Diakonissenmutterhauses Bad Harzburg e. V. | 37704226 | Weitere Bilder |
| Obere Krodostraße 31 51° 52′ 37″ N, 10° 34′ 9″ O        | Wohnhaus    | | 37701169 |                |
| Obere Krodostraße 32 51° 52′ 38″ N, 10° 34′ 8″ O        | Wohnhaus    | | 37701191 |                |
| Oststraße 4 (Bettingerode) 51° 54′ 50″ N, 10° 34′ 31″ O | Gartenhaus  | | 37704685 |                |

## P
| Lage                                                     | Bezeichnung | Beschreibung                                                             | ID       | Bild           |
| -------------------------------------------------------- | ----------- | ------------------------------------------------------------------------ | -------- | -------------- |
| Papenbergstraße 3 51° 52′ 26″ N, 10° 33′ 33″ O           | Wohnhaus    | ehem. Villa Mon Repos (Anfang 1900), später Hotel und Pension Richthofen | 37701237 | Weitere Bilder |
| Papenbergstraße 4 51° 52′ 28″ N, 10° 33′ 36″ O           | Wohnhaus    |                                                                          | 37701259 |                |
| Papenbergstraße 5 51° 52′ 26″ N, 10° 33′ 32″ O           | Wohnhaus    | früher Haus Papenberg, später Hotel und Pension Richthofen               | 37701281 | Weitere Bilder |
| Papenbergstraße 7 51° 52′ 26″ N, 10° 33′ 28″ O           | Wohnhaus    |                                                                          | 37701304 |                |
| Papenbergstraße 10 51° 52′ 27″ N, 10° 33′ 27″ O          | Wohnhaus    |                                                                          | 37701349 |                |
| Papenbergstraße 11 51° 52′ 25″ N, 10° 33′ 25″ O          | Villa       | ehem. Villa Sylvana (Anfang 1900)                                        | 37701371 | Weitere Bilder |
| Planstraße 4 (Harlingerode) 51° 54′ 35″ N, 10° 31′ 14″ O | Wohnhaus    |                                                                          | 37705120 | Weitere Bilder |

## R
| Lage                                                  | Bezeichnung                             | Beschreibung                                                                            | ID       | Bild           |
| ----------------------------------------------------- | --------------------------------------- | --------------------------------------------------------------------------------------- | -------- | -------------- |
| Rohkamm-Allee 51° 52′ 41″ N, 10° 33′ 44″ O            | Trink- und Wandelhalle                  |                                                                                         | 37701466 | Weitere Bilder |
| Rohkamm-Allee 51° 52′ 41″ N, 10° 33′ 47″ O            | Badehaus                                |                                                                                         | 37701444 | Weitere Bilder |
| Rohkamm-Allee 51° 52′ 39″ N, 10° 33′ 44″ O            | Badepark                                |                                                                                         | 37701420 |                |
| Rudolf-Huch-Straße 1 51° 52′ 47″ N, 10° 33′ 40″ O     | Wohn-/ Geschäftshaus „Drei-Kaiser-Haus“ | Im 1888 erbautem Drei-Kaiser-Haus wurde 2022 das Napoleon-Museum Bad Harzburg eröffnet. | 37692935 |                |
| Rudolf-Huch-Straße 1 51° 52′ 47″ N, 10° 33′ 40″ O     | Einfriedung                             |                                                                                         | 37692499 |                |
| Rudolf-Huch-Straße 2 51° 52′ 47″ N, 10° 33′ 39″ O     | Wohn-/ Geschäftshaus                    |                                                                                         | 37692958 |                |
| Rudolf-Huch-Straße 3 51° 52′ 46″ N, 10° 33′ 41″ O     | Wohn-/ Geschäftshaus                    |                                                                                         | 37692981 |                |
| Rudolf-Huch-Straße 3 51° 52′ 46″ N, 10° 33′ 40″ O     | Einfriedung                             |                                                                                         | 37692565 |                |
| Rudolf-Huch-Straße 4 51° 52′ 46″ N, 10° 33′ 39″ O     | ehem. Gemeindebackhaus                  |                                                                                         | 37704418 |                |
| Rudolf-Huch-Straße 5 a/b 51° 52′ 45″ N, 10° 33′ 41″ O | ehem. Schule                            |                                                                                         | 37704441 | Weitere Bilder |
| Rudolf-Huch-Straße 7 51° 52′ 43″ N, 10° 33′ 41″ O     | Wohnhaus                                |                                                                                         | 37704465 |                |

## S
| Lage                                                        | Bezeichnung          | Beschreibung | ID       | Bild           |
| ----------------------------------------------------------- | -------------------- | ------------ | -------- | -------------- |
| Schmiedestraße 3 51° 52′ 47″ N, 10° 33′ 39″ O               | Wohn-/ Geschäftshaus |              | 37693004 |                |
| Schmiedestraße 7 51° 52′ 47″ N, 10° 33′ 43″ O               | Wohnhaus             |              | 37704486 |                |
| Schmiedestraße 9 51° 52′ 47″ N, 10° 33′ 45″ O               | Wohnhaus             |              | 37704507 |                |
| Schmiedestraße 10 51° 52′ 47″ N, 10° 33′ 42″ O              | Wohnhaus             |              | 37704528 | Weitere Bilder |
| Schützenstraße 3 51° 53′ 11″ N, 10° 33′ 43″ O               | Wohnhaus             |              | 37704550 |                |
| Schützenstraße 3 51° 53′ 11″ N, 10° 33′ 43″ O               | Einfriedung          |              | 37702536 |                |
| Sennhütte 51° 51′ 55″ N, 10° 34′ 13″ O                      | Gaststätte           |              | 37695509 | BW             |
| Sennhütte 51° 51′ 53″ N, 10° 34′ 10″ O                      | Stall                |              | 37695537 | BW             |
| Silberbornstraße 18 (Bündheim) 51° 53′ 15″ N, 10° 32′ 43″ O | Wohnhaus             |              | 37694334 |                |
| Silberbornstraße 20 (Bündheim) 51° 53′ 14″ N, 10° 32′ 42″ O | Wohnhaus             |              | 37694312 |                |
| Silberbornstraße 22 (Bündheim) 51° 53′ 14″ N, 10° 32′ 41″ O | Wohnhaus             |              | 37694290 |                |

## T
| Lage                                                      | Bezeichnung               | Beschreibung | ID       | Bild |
| --------------------------------------------------------- | ------------------------- | ------------ | -------- | ---- |
| Tischlerweg 1 (Bettingerode) 51° 54′ 50″ N, 10° 34′ 24″ O | Wohn-/ Wirtschaftsgebäude |              | 37704706 |      |
| Turmstraße 2 (Harlingerode) 51° 54′ 35″ N, 10° 31′ 8″ O   | Wohnhaus                  |              | 37695876 | BW   |
| Turmstraße 2 (Harlingerode) 51° 54′ 36″ N, 10° 31′ 8″ O   | Stall                     |              | 37696127 |      |

## U
| Lage                                             | Bezeichnung              | Beschreibung | ID       | Bild |
| ------------------------------------------------ | ------------------------ | ------------ | -------- | ---- |
| B 6, km 36,314 51° 54′ 9″ N, 10° 37′ 59″ O       | Brücke Unt. Schimmerwald |              | 37705528 |      |
| Untere Krodostraße 6 51° 52′ 41″ N, 10° 34′ 8″ O | Wohnhaus                 |              | 37704595 |      |

## V
| Lage                                                     | Bezeichnung | Beschreibung | ID       | Bild |
| -------------------------------------------------------- | ----------- | ------------ | -------- | ---- |
| Viehweide 3 (Harlingerode) 51° 54′ 35″ N, 10° 31′ 0″ O   | Wohnhaus    |              | 37705141 | BW   |
| Viehweide 11 (Harlingerode) 51° 54′ 33″ N, 10° 30′ 54″ O | Wohnhaus    |              | 37705162 | BW   |
| Vor den Höfen 8 (Westerode) 51° 54′ 8″ N, 10° 33′ 36″ O  | Wohnhaus    |              | 37705485 |      |

## W
| Lage                                       | Bezeichnung      | Beschreibung | ID       | Bild           |
| ------------------------------------------ | ---------------- | ------------ | -------- | -------------- |
| Waldstraße 9 51° 52′ 37″ N, 10° 32′ 24″ O  | Kaffee Winuwuk   |              | 37694356 | Weitere Bilder |
| Waldstraße 9 51° 52′ 39″ N, 10° 32′ 24″ O  | Sonnenhof        |              | 37694379 |                |
| Waldstraße 12 51° 52′ 38″ N, 10° 32′ 28″ O | Walter-Anna-Heim |              | 37704900 |                |

## Z
| Lage                                                        | Bezeichnung | Beschreibung | ID       | Bild |
| ----------------------------------------------------------- | ----------- | ------------ | -------- | ---- |
| Zum Reuterbusch (Bettingerode) 51° 54′ 44″ N, 10° 34′ 22″ O | Friedhof    |              | 37693302 |      |

## Friedhof Bad Harzburg
| Lage                                          | Bezeichnung                                       | Beschreibung | ID       | Bild           |
| --------------------------------------------- | ------------------------------------------------- | ------------ | -------- | -------------- |
| Geißmarstraße 10 51° 53′ 20″ N, 10° 33′ 32″ O | Friedhofskapelle                                  |              | 37699392 | Weitere Bilder |
| Geißmarstraße 10 51° 53′ 17″ N, 10° 33′ 33″ O | Friedhofsverwaltung                               |              | 37699449 |                |
| Geißmarstraße 10 51° 53′ 18″ N, 10° 33′ 31″ O | Friedhofsmauer                                    |              | 37697037 |                |
| Geißmarstraße 10 51° 53′ 17″ N, 10° 33′ 33″ O | Friedhofsportal                                   |              | 37697439 |                |
| Geißmarstraße 10 51° 53′ 18″ N, 10° 33′ 33″ O | Gedenkstein                                       |              | 37702115 |                |
| Geißmarstraße 10 51° 53′ 20″ N, 10° 33′ 35″ O | Gründungsanlage 1879 Abt. 1-7                     |              | 37699364 |                |
| Geißmarstraße 10 51° 53′ 20″ N, 10° 33′ 38″ O | Gründungsanlage 1879 Abt. 1-7 (Allee)             |              | 37697388 | Weitere Bilder |
| Geißmarstraße 10 51° 53′ 17″ N, 10° 33′ 35″ O | Erweiterung 1910, Abt. 8-23                       |              | 37701729 | Weitere Bilder |
| Geißmarstraße 10 51° 53′ 18″ N, 10° 33′ 37″ O | Erweiterung 1910, Abt. 8-23 (Wasserstelle)        |              | 37698178 | Weitere Bilder |
| Geißmarstraße 10 51° 53′ 17″ N, 10° 33′ 39″ O | Erweiterung 1910, Abt. 8-23 (Wege)                |              | 37698071 | Weitere Bilder |
| Geißmarstraße 10 51° 53′ 18″ N, 10° 33′ 36″ O | Kriegsgräberstätte Erster Weltkrieg               |              | 37701858 | Weitere Bilder |
| Geißmarstraße 10 51° 53′ 18″ N, 10° 33′ 36″ O | Kriegsgräberstätte Erster Weltkrieg (Einfriedung) |              | 37697759 | Weitere Bilder |
| Geißmarstraße 10 51° 53′ 15″ N, 10° 33′ 45″ O | Kriegsgräberstätte Zweiter Weltkrieg              |              | 37701649 |                |
| Geißmarstraße 10 51° 53′ 16″ N, 10° 33′ 44″ O | Kriegsgräberstätte Zweiter Weltkrieg (Vorplatz)   |              | 37697840 |                |
| Geißmarstraße 10 51° 53′ 15″ N, 10° 33′ 44″ O | Kriegsgräberstätte Zweiter Weltkrieg (Mauer)      |              | 37696963 |                |
| Geißmarstraße 10 51° 53′ 19″ N, 10° 33′ 33″ O | Grabstätte König, Abt. 7                          |              | 37697516 | Weitere Bilder |
| Geißmarstraße 10 51° 53′ 19″ N, 10° 33′ 33″ O | Grabstätte König, Abt. 7 (Grabmal)                |              | 37699418 | Weitere Bilder |
| Geißmarstraße 10 51° 53′ 20″ N, 10° 33′ 33″ O | Grabstätte Bosse, Abt. 7 (Grabmal)                |              | 37697492 | Weitere Bilder |
| Geißmarstraße 10 51° 53′ 19″ N, 10° 33′ 33″ O | Grabstätte Berkenbusch/van Damm                   |              | 37701489 | Weitere Bilder |
| Geißmarstraße 10 51° 53′ 20″ N, 10° 33′ 33″ O | Grabstätte Bosse, Abt. 7 (Grabmal)                |              | 37701514 | Weitere Bilder |
| Geißmarstraße 10 51° 53′ 20″ N, 10° 33′ 34″ O | Grabstätte Rautmann, Abt. 6 (Grabmal)             |              | 37697467 | Weitere Bilder |
| Geißmarstraße 10 51° 53′ 20″ N, 10° 33′ 34″ O | Grabstätte Rautmann, Abt. 6                       |              | 37701540 | Weitere Bilder |
| Geißmarstraße 10 51° 53′ 19″ N, 10° 33′ 34″ O | Grabstätte Rosenkranz, Abt. 6 (Grabmal)           |              | 37697545 |                |
| Geißmarstraße 10 51° 53′ 19″ N, 10° 33′ 34″ O | Grabstätte Rosenkranz, Abt. 6                     |              | 37701566 | Weitere Bilder |
| Geißmarstraße 10 51° 53′ 19″ N, 10° 33′ 39″ O | Grabstätte Hocks, Abt. 4                          |              | 37697363 | Weitere Bilder |
| Geißmarstraße 10 51° 53′ 19″ N, 10° 33′ 39″ O | Grabstätte Heyser, Abt.4 (Weg)                    |              | 37697063 |                |
| Geißmarstraße 10 51° 53′ 19″ N, 10° 33′ 39″ O | Grabstätte Heyser, Abt.4 (Einfriedung)            |              | 37697190 | Weitere Bilder |
| Geißmarstraße 10 51° 53′ 19″ N, 10° 33′ 39″ O | Grabstätte Heyser, Abt.4 (Pforte)                 |              | 37697264 | Weitere Bilder |
| Geißmarstraße 10 51° 53′ 19″ N, 10° 33′ 39″ O | Grabstätte Heyser, Abt.4                          |              | 37697063 |                |
| Geißmarstraße 10 51° 53′ 18″ N, 10° 33′ 40″ O | Grabstätte Lehmhöfer, Abt. 22                     |              | 37702168 | Weitere Bilder |
| Geißmarstraße 10 51° 53′ 19″ N, 10° 33′ 39″ O | Grabstelle Helene Geißmar, Abt.4                  |              | 37701704 | Weitere Bilder |
| Geißmarstraße 10 51° 53′ 18″ N, 10° 33′ 40″ O | Grabstätte Müller, Abt. 22                        |              | 37702193 | Weitere Bilder |
| Geißmarstraße 10 51° 53′ 18″ N, 10° 33′ 40″ O | Familie Wessel, heute Grab Fels                   |              | 37701806 | Weitere Bilder |
| Geißmarstraße 10 51° 53′ 17″ N, 10° 33′ 39″ O | Grabstätte v.Heimburg, Abt. 22                    |              | 37701781 | Weitere Bilder |
| Geißmarstraße 10 51° 53′ 16″ N, 10° 33′ 40″ O | Grabstätte Schröder, Abt. 24                      |              | 37702089 | Weitere Bilder |
| Geißmarstraße 10 51° 53′ 16″ N, 10° 33′ 39″ O | Grabstätte Westphal, Abt. 23                      |              | 37701884 | Weitere Bilder |
| Geißmarstraße 10 51° 53′ 16″ N, 10° 33′ 38″ O | Grabstätte Hinrichs, Abt. 23                      |              | 37701961 | Weitere Bilder |
| Geißmarstraße 10 51° 53′ 16″ N, 10° 33′ 37″ O | Grabstätte Vieth, Abt. 23                         |              | 37701909 | Weitere Bilder |
| Geißmarstraße 10 51° 53′ 16″ N, 10° 33′ 36″ O | Grabstätte Hamer, Abt. 23                         |              | 37701935 |                |
| Geißmarstraße 10 51° 53′ 16″ N, 10° 33′ 36″ O | Grabstätte Grätz, Abt. 23                         |              | 37702142 | Weitere Bilder |
| Geißmarstraße 10 51° 53′ 17″ N, 10° 33′ 36″ O | Grabstätte Riedel, Abt. 19                        |              | 37701986 | Weitere Bilder |
| Geißmarstraße 10 51° 53′ 17″ N, 10° 33′ 37″ O | Grabstätte Breustedt, Abt. 20                     |              | 37702011 | Weitere Bilder |
| Geißmarstraße 10 51° 53′ 17″ N, 10° 33′ 37″ O | Grabstätte Breustedt, Abt. 20 (Einfriedung)       |              | 37697666 |                |
| Geißmarstraße 10 51° 53′ 17″ N, 10° 33′ 38″ O | Grabstätte Spink                                  |              | 37702063 | Weitere Bilder |
| Geißmarstraße 10 51° 53′ 17″ N, 10° 33′ 39″ O | Grabstätte Wartjenstedt                           |              | 37701756 | Weitere Bilder |
| Geißmarstraße 10 51° 53′ 18″ N, 10° 33′ 37″ O | Grabstätte Behnecke/Gelbcke, Abt.14               |              | 37701833 |                |

## Ehemalige Baudenkmale
| Lage                                                      | Bezeichnung                                                     | Beschreibung | ID       | Bild |
| --------------------------------------------------------- | --------------------------------------------------------------- | --- | -------- | ---- |
| Goslarsche Straße 16 51° 52′ 46″ N, 10° 33′ 29″ O         | Wohnhaus                                                        | Das Baudenkmal existiert seit ca. 25 Jahren nicht mehr. Wurde im Jahr 2000 durch eine exklusive Wohnanlage (Bellevue) überbaut.                                                                               | 37703344 | BW   |
| Gut Radau (Bettingerode) 51° 54′ 36″ N, 10° 32′ 59″ O     | Park                                                            | | 37693096 |      |
| Mathildenhütte 2 (Schlewecke) 51° 54′ 5″ N, 10° 32′ 41″ O | Wohnhaus                                                        | Das Baudenkmal existiert schon lange nicht mehr, es wurde über Jahre dem Verfall preisgegeben und stürzte letztendlich ein. Heute ist das gesamte Areal überwachsen, teilweise ist noch ein Bauzaun sichtbar. | 37705307 | BW   |
| Papenbergstraße 12 51° 52′ 26″ N, 10° 33′ 24″ O           | ehem. Hotel Ludwigslust, Palast-Hotel Kaiserhof und Logesschule | Das Baudenkmal (Hotel) existiert nicht mehr, Abriss. | 37701397 | BW   |